# Качуг (приток Пичуга)
Качуг — река в России, протекает в Кичменгско-Городецком районе Вологодской области. В низовьях обозначается также как Большой Качуг. Устье реки находится в 19 км по правому берегу реки Пичуг. Длина реки составляет 12 км.
Исток реки находится на Северных Увалах в 6 км к северо-востоку от деревни Смольянка. Генеральное направление течения — северо-запад, русло сильно извилистое. Верхнее течение проходит по ненаселённому холмистому лесному массиву, ближе к устью протекает деревню Жаровиха. Впадает в Пичуг ниже деревни Остапенец.

## Данные водного реестра
По данным государственного водного реестра России и геоинформационной системы водохозяйственного районирования территории РФ, подготовленной Федеральным агентством водных ресурсов:
- Бассейновый округ — Двинско-Печорский;
- Речной бассейн — Северная Двина;
- Речной подбассейн — Малая Северная Двина;
- Водохозяйственный участок — Юг;
- Код водного объекта — 03020100212103000010682.